# سعيد فرحات
سعيد بن علي فرحات، مترجم، ملحن ديني ومنشد. ولد عام 1900 في دمشق، وأصله جزائري، ونشأ بكنف والديه وتلقى دراسته في مدرسة «الملك الظاهر» حتى الصف الرابع ولما شب اشتغل بمهنة سكب النحاس، ثم بحياكة النسيج، ثم توظف معاون سائق قطار بالخط الحجازي. سعيد فرحات أستاذ كبير في الانشاد الديني، وعلم من أعلام تلحين الموشحات الطربية والدينية، وهو إضافة إلى ذلك منشد جميل الصوت. توفى عام 1974 عن عمر يناهز ال74 عام.

## السيرة الذاتية
ولد الملحن والمنشد الديني سعيد بن علي فرحات عام 1900 في دمشق، وأصله جزائري، ونشأ بكنف والديه وتلقى دراسته في مدرسة «الملك الظاهر» حتى الصف الرابع، ثم اشتغل بمهنة سكب النحاس، ثم بحياكة النسيج، ثم توظف معاون سائق قطار بالخط الحجازي. كان خاله الشيخ «سعيد الحداد» مؤذناً في جامع النقشبندي في حي السويقة بدمشق قد سمع صوته الجميل فألزمه ان يعاونه بالاذان والتذكير، فاستقام المترجم مدة سنين يؤذن. لما عاد والده من الخدمة العسكرية في الحرب العالمية الأولى اجتمع صدفة مع أهل الفن وكان والده هذا معه، فأنس به الفنان «توفيق الحسيني» نبوغاً كامناً وفناً في صوته البديع، فأخذ يلقنه مبادئ الفن فتلقى عليه الموشحات القوية القديمة، ثم علم الاوزان ثم علم النغمات التركية المستعملة في الفن العربي وتصوير المقامات من غير مقاماتها واستمرت دراسته عليه مدة ست عشرة سنة متوالية، وبعدها درس على يد الشيخ «عبد الرحمن القصار» وأخذ منه موشحات وثمانية أوزان من رقص السماح، وتلقى عن الفنان «محي الدين» بعيون بمعرفة الفنان «سليم الحنفي» و«محمد علي الاسطة» مدة سنتين بشكل متقطع كيفية القاء القصائد المرتجلة. بدأ سعيد فرحات نشاطه الفني هاوياً في معهد الفنون والآداب الذي تأسس عام 1937 منشداً وضارباً للإيقاع. وعند تأسيس المعهد الموسيقي الشرقي الذي أنشأه «فخري البارودي» بدمشق عام 1947، عمل سعيد فرحات بالتدريس فيه. وقام بتدريس الموشحات. كما كان يستقبل المنشدين الشباب في منزله ويقوم بتدريسهم الموسيقا ومن طلابه «سليمان داوود» و«حمزة شكور». لحن سعيد فرحات وصلات عديدة من الموشحات. ينتقي الفنان ابدع القصائد الصوفية والغزلية معنى واقوى قوافيها انسجاماً فيلحنها لنفسه ويلقيها بشكل مطرب بديع. ومن مواهبه الفنية قدرته الواسعة على التجول في ميدان الانغام وتصويرها ببراعة فائقة وحفظه الادوار والقصائد والموشحات المصرية باتقان، وقد استفاد من فنون «الحاج عمر البطش» الفنان الحلبي المشهور واخذ عنه موشحات وضروب كثيرة ويعتبر من اقوى تلاميذه. عينته وزارة المعارف لتدريس الموشحات والاوزان القديمة في المعهد الموسيقي الشرقي في مدد متفاوتة وتخرج على يديه كثير من الطلاب. سعيد فرحات أستاذ كبير في الانشاد الديني، وعلم من أعلام تلحين الموشحات الطربية والدينية، وهو إضافة إلى ذلك منشد جميل الصوت. توفى عام 1974 عن عمر يناهز ال74 عام.

## أعمال الملحن[3]

### مرشحات لحنها[4]
- غصن بان جبينه بدر
- طاب وقتي وانمحى غبني
- وغزال كلما ألقاه يذوي مقلتيه
- دعني أقبل مقلتيه
- يالطيف الشمائل
- يا أهل خضر المنازل

### تواشيح دينية لحنها[1]
- يانبيّنا
- أشرف الخلق
- ياسيد الرسل
- ياغافر الذنب
- ياربّنا
- إليه سبحانه أتوسل